# 长羽凤尾蕨
长羽凤尾蕨（学名：Pteris olivacea）为凤尾蕨科凤尾蕨属下的一个种。种加词 olivacea 意为“橄榄状的”、“卵圆形的”。